# Hunter (Name)
Hunter mit der Bedeutung Jäger ist ein Familienname aus dem englischsprachigen Raum, der auch als Vorname gebräuchlich ist.

## Familiennamensträger

### A
- Aislinn Hunter (* 1969), kanadische Schriftstellerin
- Al Hunter Ashton (Geburtsname Alan Hunter; 1957–2007), britischer Schauspieler und Autor
- Alan Hunter (Astronom) (1912–1995), englischer Astronom
- Alan Hunter (Leichtathlet) (1913–2002), britischer Hürdenläufer und Sprinter
- Alan Hunter (Schriftsteller) (1922–2005), britischer Schriftsteller
- Alan Hunter (Tennisspieler), neuseeländischer Tennisspieler
- Alan Hunter (Schauspieler) (* 1957), US-amerikanischer Schauspieler, VJ und Produzent
- Alan Hunter (Fußballspieler) (* 1964), australischer Fußballspieler und -trainer
- Alberta Hunter (1895–1984), US-amerikanische Sängerin und Songschreiberin
- Alexis Hunter (1948–2014), neuseeländische Malerin und Fotografin
- Alice Hunter (* um 1983), australische Schauspielerin
- Allan Hunter (Fußballspieler) (* 1946), nordirischer Fußballspieler und -trainer
- Allan O. Hunter (1916–1995), US-amerikanischer Politiker
- Ally Hunter (* 1949), schottischer Fußballspieler
- Amy Hunter (Schauspielerin) (* 1966), US-amerikanische Schauspielerin und Model
- Amy Hunter (Cricketspielerin) (* 2005), irische Cricketspielerin
- Andrew Hunter (Politiker) (* 1943), britischer Politiker
- Andrew Hunter (Schwimmer, 1956) (* 1952), irischer Schwimmer
- Andrew Hunter (Schwimmer, 1986) (* 1986), britischer Schwimmer
- Andrew J. Hunter (1831–1913), US-amerikanischer Politiker
- Andy Hunter (Fußballspieler, 1864) (1864–1888), schottischer Fußballspieler
- Andy Hunter (Fußballspieler, 1883) (1883–??), irischer Fußballspieler
- Andy Hunter (DJ) (* 1974), britischer DJ
- Andy Hunter (Schauspieler) (* 1979), US-amerikanischer Pornoschauspieler
- Andy Hunter (Posaunist) (* 1979), US-amerikanischer Posaunist und Komponist
- Anne Hunter (1742–1821), britische Dichterin und Komponistin
- Anthony R. Hunter (* 1943), britisch-US-amerikanischer Biochemiker, siehe Tony Hunter
- April Hunter (* 1971), US-amerikanische Wrestlerin und Model
- Archie Hunter (1859–1894), schottischer Fußballspieler
- Archibald Hunter (1856–1936), britischer General
- Arline Hunter (1931–2018), US-amerikanische Schauspielerin
- Aylmer Hunter-Weston (1864–1940), britischer General und Politiker

### B
- Barry Hunter (Bischof) (Barry Russell Hunter; 1927–2015), australischer Geistlicher, Bischof von Riverina
- Barry Hunter (Fußballspieler) (* 1968), nordirischer Fußballspieler und -trainer
- Barry Hunter (Boxtrainer), US-amerikanischer Boxtrainer
- Bill Hunter (1940–2011), australischer Schauspieler
- Bill Hunter (Politiker) († 2015), britischer Politiker und Autor
- Billy Hunter (Fußballtrainer) (William Brown Hunter; 1885–1937), schottischer Fußballspieler und -trainer
- Billy Hunter (Rugbyspieler) (William John Ferguson Hunter; 1934–2016), schottischer Rugby-Union-Spieler
- Billy Hunter (Basketballfunktionär) (George William Hunter; * 1942), US-amerikanischer American-Football-Spieler, Anwalt und Basketballfunktionär
- Bob Hunter (Fußballspieler, 1862) (Robert John Hunter; 1862–1948), irischer Fußballspieler
- Bob Hunter (Fußballtrainer) (Robert Hunter; 1860–1933), schottischer Fußballtrainer
- Bob Hunter (Fußballspieler, 1951) (Robert Hunter; * 1951), englischer Fußballspieler
- Brandon Hunter (1980–2023), US-amerikanischer Basketballspieler
- Brian Hunter (* 1975), kanadischer Mathematiker und Fondsmanager

### C
- C. C. Hunter, US-amerikanische Autorin
- Catfish Hunter (1946–1999), US-amerikanischer Baseballspieler
- Cecil Hunter-Rodwell (1874–1953), britischer Kolonialgouverneur
- Celia M. Hunter (1919–2001), US-amerikanische Umweltschützerin
- Charlie Hunter (* 1967), US-amerikanischer Gitarrist
- Chase Hunter (* 1964), US-amerikanischer Pornodarsteller
- Chloe Hunter (* 1976), US-amerikanische Schauspielerin
- Chris Hunter (Musiker) (* 1957), britischer Jazz-Saxophonist und -Flötist
- Chris Hunter (Künstler) (* 1983), Schweizer Künstler und Kurator
- Chris Hunter (Basketballspieler) (* 1984), US-amerikanischer Basketballspieler
- Clementine Hunter (1886/87–1988), US-amerikanische Künstlerin
- Colin Hunter (1841–1904), schottischer Maler und Radierer
- Cottrell J. Hunter (1968–2021), US-amerikanischer Leichtathlet

### D
- D Hunter, Autor
- Dale Hunter (* 1960), kanadischer Eishockeyspieler
- Danielle Hunter (* 1994), US-amerikanischer American-Football-Spieler
- Dave Hunter (* 1958), kanadischer Eishockeyspieler
- David Hunter (General) (1802–1886), US-amerikanischer General
- David Hunter (Cricketspieler) (1860–1927), englischer Cricketspieler
- De’Andre Hunter (* 1997), US-amerikanischer Basketballspieler
- Debbie Jones-Hunter (* 1958), bermudische Sprinterin
- Duncan Hunter (Politiker) (* 1948), US-amerikanischer Politiker
- Duncan D. Hunter (* 1976), US-amerikanischer Politiker

### E
- Edwin Hunter (1874–1935), US-amerikanischer Tennisspieler und Golfer
- Emmett Hunter (* 1991), US-amerikanischer Schauspieler
- Eric Hunter (Eishockeyspieler) (* 1986), kanadischer Eishockeyspieler
- Eric J. Hunter (Eric Joseph Hunter; * 1930), britischer Informationswissenschaftler und Hochschullehrer
- Erin Hunter, Sammelpseudonym von britischen Autorinnen

### F
- Frank Hunter (1894–1981), US-amerikanischer Tennisspieler

### G
- George Hunter (Maler) (1877–1931), britischer Maler
- George Hunter (Fußballspieler, 1885) (1885–1934), englischer Fußballspieler
- George Hunter (Fotograf) (1921–2013), kanadischer Fotograf
- George Hunter (Boxer) (1927–2004), südafrikanischer Boxer
- George Hunter (Fußballspieler, 1930) (1930–1990), schottischer Fußballtorhüter
- George Hunter (Fußballspieler, 1996) (* 1996), schottischer Fußballspieler
- George W. Hunter (George William Hunter; 1861–1946), britischer Geistlicher und Missionar
- George William Hunter (* 1942), US-amerikanischer American-Football-Spieler, Anwalt und Basketballfunktionär, siehe Billy Hunter (Basketballfunktionär)
- Georgia Hunter Bell (* 1993), britische Leichtathletin

### H
- Harold Hunter (1974–2006), US-amerikanischer Skater und Schauspieler
- Heath Hunter (* um 1970), britischer Sänger
- Heather Hunter (* 1969), US-amerikanische Pornodarstellerin
- Holly Hunter (* 1958), US-amerikanische Schauspielerin
- Howard W. Hunter (1907–1995), US-amerikanischer Präsident der Kirche Jesu Christi der Heiligen der Letzten Tage

### I
- Ian Hunter (Schauspieler) (1900–1975), britischer Schauspieler
- Ian Hunter (Musiker) (* 1939), britischer Musiker
- Ian Hunter (Spezialeffektkünstler), US-amerikanischer Tricktechniker
- Ian Hunter (Politiker) (* 1960), australischer Politiker
- Ian Hunter (Rugbyspieler) (* 1969), englischer Rugby-Union-Spieler
- Ian Hunter (Snookerspieler), englischer Snookerspieler
- Ian McLellan Hunter (1915–1991), britisch-amerikanischer Drehbuchautor
- Ivory Joe Hunter (1914–1974), US-amerikanischer Sänger, Pianist und Songschreiber

### J
- Jack Hunter (Fußballspieler, 1851) (John Hunter; 1851–1903), englischer Fußballspieler
- Jack Hunter (Fußballspieler, 1854) (John Hunter; 1854–1881), schottischer Fußballspieler
- Jack Hunter, Pseudonym von Hans M. Lehmann (1909–1999), deutscher Publizist
- Jack D. Hunter (1921–2009), US-amerikanischer Autor
- James Hunter (* 1992), neuseeländischer Ruderer
- James Hogg Hunter (1890–1982), kanadischer Autor
- Jeffrey Hunter (1926–1969), US-amerikanischer Schauspieler
- Jim Hunter (* 1953), kanadischer Skirennläufer
- Joe Hunter (Musiker) (1927–2007), US-amerikanischer Musiker
- Ivory Joe Hunter (1914–1974), US-amerikanischer R&B-Sänger, Pianist und Songwriter
- Ivy Jo Hunter (1940–2022), US-amerikanischer R&B-Songwriter, Musikproduzent und Sänger
- John Hunter (Politiker, 1724) (1724–1802), britischer Politiker
- John Hunter (Mediziner) (1728–1793), britischer Wundarzt, Chirurg, Zahnarzt und Anatom
- John Hunter (Politiker, 1732) (1732–1802), US-amerikanischer Politiker (South Carolina)
- John Hunter (Gouverneur) (1737–1821), britischer Kapitän, Forscher und Gouverneur in Australien
- John Hunter (Philologe) (1746–1837), britischer Altphilologe
- John Hunter (Fußballspieler, 1878) (1878–1966), schottischer Fußballspieler
- John Hunter (Fußballspieler, 1880) (1880–1928), schottischer Fußballspieler
- John Hunter (Biologe) (1888–1964), australischer Biologe und Polarforscher
- John Hunter (Fußballspieler, 1905) (1905–??), schottischer Fußballspieler
- John Hunter (Drehbuchautor) (1911–1984), US-amerikanisch-britischer Drehbuchautor
- John Hunter (Fußballspieler, 1916) (1916–??), schottischer Fußballspieler
- John Hunter (Fußballspieler, Mai 1934) (1934–2007), schottischer Fußballspieler
- John Hunter (Fußballspieler, September 1934) (* 1934), englischer Fußballspieler
- John Hunter (Komponist), US-amerikanischer Filmkomponist
- John Hunter (Ruderer) (* 1943), neuseeländischer Ruderer
- John D. Hunter (1968–2012), US-amerikanischer Neurowissenschaftler und Autor der Matplotlib
- John F. Hunter (1896–1957), US-amerikanischer Politiker
- John W. Hunter (1807–1900), US-amerikanischer Politiker
- Joke Waller-Hunter (1946–2005), niederländische Politikerin
- Joseph Hunter (1899–1984), US-amerikanischer Rugbyspieler
- Julie Hunter (Pornodarstellerin) (* 1991), deutsche Pornodarstellerin und Model
- Julie Hunter (Cricketspielerin) (* 1984), australische Cricketspielerin

### K
- Kathryn Hunter (* 1956), britische Schauspielerin und Theaterregisseurin
- Keana Hunter (* 2004), US-amerikanische Synchronschwimmerin
- Kendall Hunter (* 1988), US-amerikanischer American-Football-Spieler
- Kenny Hunter (* 1962), schottischer Bildhauer und Hochschullehrer
- Kerry Fatman Hunter (1971–2024), US-amerikanischer Jazzmusiker
- Kim Hunter (1922–2002), US-amerikanische Schauspielerin
- Kristin Hunter (1931–2008), US-amerikanische Schriftstellerin
- Kyle Hunter (* 1973), kanadischer Badmintonspieler

### L
- Lindsey Hunter (* 1970), US-amerikanischer Basketballspieler
- Liza Hunter-Galvan (* 1969), neuseeländische Marathonläuferin
- Long John Hunter (1931–2016), US-amerikanischer Blues-Gitarrist, Sänger und Songwriter
- Louis Hunter (* 1992), australischer Schauspieler
- Lurlean Hunter (1919–1983), US-amerikanische Jazzsängerin
- Lydia Hunter, US-amerikanische Schauspielerin, Filmproduzentin, Filmregisseurin und Drehbuchautorin

### M
- Malcolm Hunter (* 1950), kanadischer Skilangläufer
- Mark Hunter (Eishockeyspieler) (* 1962), kanadischer Eishockeyspieler, -trainer und -funktionär
- Mark Hunter (Ruderer) (* 1978), britischer Ruderer
- Martin Hunter (Theaterregisseur) (* 1933), kanadischer Theaterregisseur und Dramatiker, künstlerischer Leiter des Hart House Theatre Toronto
- Martin Hunter (Filmeditor) (* 1950), britischer Filmeditor
- Martin Hunter (Fußballtrainer) (* 1954), englischer Fußballtrainer
- Martin Hunter (Kanute) (* 1965), australischer Kanute
- Mary Young Hunter (1872–1947), in Neuseeland geborene britisch-amerikanische Malerin und Aquarellistin
- Maureen Hunter (Malerin) (* 1947), englische Malerin
- Maureen Hunter (Dramatikerin) (* 1948), kanadische Dramatikerin
- Maxwell Hunter (1922–2001), US-amerikanischer Raketeningenieur und Raumfahrtwissenschaftler
- McClenty Hunter (* 1985), US-amerikanischer Jazzschlagzeuger
- Meredith Hunter (1951–1969), US-amerikanischer Jugendlicher, der während eines Konzerts erstochen wurde
- Michael Hunter (* 1988), US-amerikanischer Boxer
- Morton C. Hunter (1825–1896), US-amerikanischer Politiker

### N
- Narsworthy Hunter († 1802), US-amerikanischer Politiker
- Neilia Hunter Biden (1942–1972), US-amerikanische Lehrerin, erste Ehefrau Joe Bidens
- Nicki Hunter (* 1979), US-amerikanische Pornodarstellerin
- Norman Hunter (Autor) (1899–1995), britischer Kinderbuchautor
- Norman Hunter (Fußballspieler) (1943–2020), englischer Fußballspieler

### O
- Othello Hunter (* 1986), US-amerikanisch-liberianischer Basketballspieler

### P
- Paul Hunter (Regisseur), US-amerikanischer Film- und Musikvideoregisseur
- Paul Hunter (Snookerspieler) (1978–2006), britischer Snookerspieler

### R
- Rachel Hunter (* 1969), neuseeländisches Fotomodell und Schauspielerin
- Rachel Hunter (Reiterin) (* 1969), kanadische Vielseitigkeitsreiterin
- Rachel Hunter (Leichtathletin) (* 1993), britische Kugelstoßerin
- Richard Hunter (* 1953), britischer Altphilologe
- Richard Hunter (Fußballspieler), schottischer Fußballspieler
- Richard C. Hunter (1884–1941), US-amerikanischer Politiker
- Richard Sewall Hunter (1909–1991), US-amerikanischer Unternehmer und Forscher, Erfinder des Hunter L,a,b Farbmesssystems
- Robert Hunter (Gouverneur) (1664/1666–1734), englisch-britischer Kolonialgouverneur
- Robert Hunter (Maler) (1715–1803), irischer Fußballspieler
- Robert Hunter (Fußballspieler) (1883–1962), englischer Fußballspieler
- Robert Hunter (Golfspieler) (1886–1971), US-amerikanischer Golfspieler
- Robert Hunter, Baron Hunter of Newington (1915–1994), britischer Mediziner
- Robert Hunter (Politiker) (1941–2005), kanadischer Politiker
- Robert Hunter (Journalist) (1941–2005), kanadischer Journalist und Umweltschützer
- Robert Hunter (Lyriker) (1941–2019), US-amerikanischer Lyriker und Songwriter
- Robert Hunter (Rapper) (1975–2011), australischer Rapper
- Robert Hunter (Radsportler) (* 1977), südafrikanischer Radrennfahrer
- Robert E. Hunter (* 1940), US-amerikanischer Diplomat
- Robert Mercer Taliaferro Hunter (1809–1887), US-amerikanischer Politiker
- Robert Sinclair Hunter (1904–1950), kanadischer Ruderer
- Rodney Hunter, österreichischer Hip-Hop-Musiker
- Ronald David Hunter, US-amerikanischer Kriminologe
- Ross Hunter (1920–1996), US-amerikanischer Filmarchitekt
- Ruby Hunter (1955–2010), australische Sängerin
- Ryan Hunter-Reay (* 1980), US-amerikanischer Rennfahrer

### S
- Sally Hunter (Schwimmerin) (* 1985), australische Schwimmerin
- Sally Hunter (Autorin), Autorin
- Sam Hunter († 2014), US-amerikanischer Kunsthistoriker, Museumsgründer und -kurator
- Samuel Hunter (1894–1976), britischer Radrennfahrer
- Samuel D. Hunter (* 1981), US-amerikanischer Dramatiker
- Sarah Hunter (Rollstuhltennisspielerin) (* 1965), kanadische Rollstuhltennisspielerin
- Sarah Hunter (Rugbyspielerin) (* 1985), englische Rugby-Union-Spielerin
- Sarah Hunter (Schauspielerin) (* 1986), US-amerikanische Schauspielerin und Model
- Sarah Hunter (Fußballspielerin) (* 2003), australische Fußballnationalspielerin
- Scott Hunter-Russell (* 1970), australischer Bogenschütze
- Shirlee Hunter (* 1939), US-amerikanische Country-Sängerin
- Sonya Hunter (* 1965), US-amerikanische Sängerin und Songwriterin
- Stafford Hunter (* 1969), US-amerikanischer Jazzmusiker
- Stephen Hunter (Schriftsteller) (* 1946), US-amerikanischer Schriftsteller und Filmkritiker
- Stephen Hunter (Schauspieler) (* 1968), neuseeländischer Schauspieler
- Steve Hunter (* 1948), US-amerikanischer Rock-Gitarrist und Komponist
- Storm Hunter (* 1994), australische Tennisspielerin

### T
- Tab Hunter (1931–2018), US-amerikanischer Schauspieler und Sänger
- Taylor Hunter (* 1993), US-amerikanischer Fußballspieler
- Thomas Hunter (Politiker, 1872) (1872–1953), schottischer Politiker
- Thomas Hunter (Politiker, 1880) (1880–1932), irischer Politiker
- Thomas Hunter (Pilot) (1897–1917), US-amerikanischer Pilot
- Thomas Hunter (Schauspieler) (1932–2017), US-amerikanischer Schauspieler und Autor
- Thomas Bugs Hunter (* um 1925), US-amerikanischer Schlagzeuger

- Tim Hunter (Astronom), US-amerikanischer Radiologe und Amateurastronom
- Tim Hunter (Regisseur) (* 1947), US-amerikanischer Regisseur
- Tim Hunter (Eishockeyspieler) (* 1960), kanadischer Eishockeyspieler
- Tom Hunter, US-amerikanischer Lacrossespieler
- Tommy Hunter (Fußballspieler) (1863–1918), britischer Fußballspieler
- Tommy Hunter (Musiker) (* 1937), kanadischer Sänger
- Tommy Hunter (Baseballspieler) (* 1986), US-amerikanischer Baseballspieler
- Tony Hunter (* 1943), britisch-US-amerikanischer Biochemiker
- Torii Hunter (* 1975), US-amerikanischer Baseballspieler
- Travis Hunter (* 2003), US-amerikanischer American-Football-Spieler
- Trent Hunter (* 1980), kanadischer Eishockeyspieler

### V
- Virgil Hunter, US-amerikanischer Boxtrainer

### W
- W. Godfrey Hunter (1841–1917), US-amerikanischer Politiker
- William Hunter (Mediziner, 1718) (1718–1783), britischer Anatom, Geburtshelfer und Kunstsammler
- William Hunter (Politiker, 1754) (1754–1827), US-amerikanischer Politiker (Vermont)
- William Hunter (Mediziner, 1755) (1755–1812), britischer Mediziner, Botaniker und Orientalist
- William Hunter (Politiker, 1774) (1774–1849), US-amerikanischer Politiker (Rhode Island)
- William Hunter (Politiker, 1805) (1805–1886), US-amerikanischer Politiker und Diplomat
- William Hunter (Politiker, 1838) (1838–1925), schottischer Politiker, Provost von Dundee
- William Hunter (Fußballspieler, 1888) (1888–??), englischer Fußballspieler
- William Hunter (Leichtathlet) (1892–1974), britischer Leichtathlet
- William Hunter (Fußballspieler, 1940) (* 1940), schottischer Fußballspieler
- William Alexander Hunter (1844–1898), schottischer Politiker und Rechtswissenschaftler
- William F. Hunter (1808–1874), US-amerikanischer Politiker
- William H. Hunter († 1842), US-amerikanischer Politiker
- William Wilson Hunter (1840–1900), britischer Staatsmann und Schriftsteller

## Vornamensträger
- Hunter Beaumont (1943–2023), US-amerikanischer Psychologe
- Hunter Biden (* 1970), US-amerikanischer Rechtsanwalt, Wirtschaftslobbyist und der zweite Sohn des 46. Präsidenten der USA Joe Biden
- Hunter Carson (* 1975), US-amerikanischer Schauspieler, Regisseur, Produzent und Drehbuchautor
- Hunter Clary (* 1997), US-amerikanischer Kinderdarsteller
- Hunter Doohan (* 1994), US-amerikanischer Schauspieler
- Hunter Freeman (* 1985), US-amerikanischer Fußballspieler
- Hunter Hayes (* 1991), US-amerikanischer Countrysänger
- Hunter Henry (* 1994), US-amerikanischer Footballspieler
- Hunter Kemper (* 1976), US-amerikanischer Triathlet
- Hunter King (* 1993), US-amerikanische Schauspielerin
- Hunter Liggett (1857–1935). US-amerikanischer Lieutenant General
- Hunter Lovins (* 1950), US-amerikanische Juristin, Soziologin und Politikwissenschaftlerin
- Hunter Mahan (* 1982), US-amerikanischer Profigolfer
- Hunter McCracken, US-amerikanischer Schauspieler
- Hunter Holmes Moss (1874–1916), US-amerikanischer Politiker
- Hunter Parrish (* 1987), US-amerikanischer Schauspieler und Sänger
- Hunter Reese (* 1993), US-amerikanischer Tennisspieler
- Hunter Rouse (1906–1996), US-amerikanischer Ingenieurwissenschaftler
- Hunter Schafer (* 1998), US-amerikanisches Model und Schauspielerin
- Hunter Shinkaruk (* 1994), kanadischer Eishockeyspieler
- Hunter Smith (* 1977), US-amerikanischer Footballspieler
- Hunter S. Thompson (1937–2005), US-amerikanischer Buchautor und Journalist
- Hunter Tylo (* 1962), US-amerikanische Schauspielerin und Autorin
- L. Hunter Lovins (* 1950), US-amerikanische Soziologin

## Als Aliasname
- huNter, Spieleralias von Nemanja Kovač, bosnisch-serbischer E-Sportler
- Hunter, Pseudonym von Hannes Obermaier, deutscher Filmkolumnist